# Austrodrillia rawitensis
Austrodrillia rawitensis är en snäckart som beskrevs av Hedley 1922. Austrodrillia rawitensis ingår i släktet Austrodrillia och familjen Turridae. Inga underarter finns listade i Catalogue of Life.